# Арх-Латышский сельсовет
Арх-Латы́шский сельсове́т (баш. Арх-Латыш сельсоветы, латыш. Arhlatviešu lauku padome) — административно-территориальная единица и муниципальное образование (сельское поселение) в Архангельском районе Республики Башкортостан Российской Федерации.
Административный центр — деревня Максим Горький.

## География
Сельское поселение расположено на юге района, граничит с Краснозилимским (на западе), Архангельским (на северо-западе), Бакалдинским (на севере) сельсоветами, а также с Белорецким (на востоке) и Гафурийским (на юге) районами.
Административный центр сельского поселения (д. Максим Горький) находится примерно в 72 км к юго-востоку от Уфы и в 92 км к северо-востоку от Стерлитамака.
Поселение расположено в двух природных зонах: западная часть относится к Предуралью, покрытая лесами горная восточная часть (без населения) относится к Южному Уралу (хребты Алутау, Авдырдак).
Основные реки: Аскин с притоком Туруш, Большой Кургаш.
Основные автодороги: от Максима Горького на север к селу Архангельское (к автодороге Уфа — Магнитогорск) и от Максима Горького на запад (к автодороге Стерлитамак — Архангельское). Железных дорог на территории поселения нет.

## Население
| 2002  | 2009  | 2010  | 2012  | 2013  | 2014  | 2015  |
| ----- | ----- | ----- | ----- | ----- | ----- | ----- |
| 2341  | ↗2446 | ↘2063 | ↘2013 | ↘1994 | ↘1965 | →1965 |
| 2016  | 2017  |       |       |       |       |       |
| ↘1947 | ↘1932 |       |       |       |       |       |

Национальный состав (2010): башкиры — 64 %, русские — 23 %, латыши — 6,1 %, татары — 4,3 %.
Часть населения составляют латыши, переселившиеся в этот район в конце XIX века. Изначально латыши жили на хуторах, а в 1929 году были объединены в колхоз «Jaunā dzīve» («Новая жизнь»).

## Состав сельского поселения
| №  | Населённый пункт | Тип населённого пункта          | Население |
| -- | ---------------- | ------------------------------- | --------- |
| 1  | Максим Горький   | деревня, административный центр | ↘802      |
| 2  | Заря             | деревня                         | ↘294      |
| 3  | Убалары          | деревня                         | ↘248      |
| 4  | Муллакаево       | деревня                         | ↘201      |
| 5  | Горный           | деревня                         | ↘165      |
| 6  | Бейсово          | деревня                         | ↘96       |
| 7  | Победа           | деревня                         | ↘71       |
| 8  | Красная Регизла  | деревня                         | ↘66       |
| 9  | Чик-Елга         | деревня                         | ↘63       |
| 10 | Приураловка      | деревня                         | ↘55       |
| 11 | Аскино           | деревня                         | ↘2        |

## Культура
В 2003 году в деревне Максим Горький был создан латышский историко-культурный центр. В школе изучается латышский язык, для преподавания которого приезжают учителя из Латвии. Функционирует школьный музей латышской культуры и быта.

## История
В 2004 году из Ковардинского сельсовета Гафурийского района в Арх-Латышский сельсовет Архангельского района передана часть территории площадью 110,9 га.